# Viverrinae
Viverrinae là phân họ đại diện lớn nhất thuộc họ Viverridae bao gồm 5 chi, được chỉa ra 22 loài bản địa từ châu Phi đến Đông Nam Á. Phân họ này được đặt tên và mô tả lần đầu bởi John Edward Gray vào năm 1864.